# Associazione delle biblioteche tedesche
L'Associazione delle biblioteche tedesche (Deutscher Bibliotheksverband e. V., dbv)  comprende tutte le biblioteche di ogni tipologia e di qualsiasi dimensione presenti in Germania, dalle grandi statali alle piccole comunali, dalle specializzate alle ecclesiastiche, dalle universitarie alle scolastiche, tutte dotate di pari diritti.
Obiettivo dell'Associazione è il supporto alla cultura, alla formazione, alla scienza, alla biblioteconomia e la cooperazione fra le biblioteche.
L'Associazione delle biblioteche tedesche fa parte della "Confederazione delle biblioteche e dell'informazione tedesca" (Bibliothek & Information Deutschland, BID).

## Attività
Fra i compiti dell'Associazione vi è la promozione dei libri e della lettura quale base imprescindibile per la scienza e l'informazione, oltre alla diffusione dell'utilizzo dei sistemi maggiormente all'avanguardia per la ricerca delle informazioni.
Attraverso l'Associazione e grazie al lavoro collettivo dei soci, le biblioteche hanno possibilità di entrare in contatto con gli esponenti del governo e quindi di perorare la propria causa a sostegno della cultura, anche attraverso la stampa, con maggiore efficacia.
I circa duemila membri dell'associazione collaborano con numerosi comitati ed organizzazioni nazionali ed internazionali attraverso una fitta rete di collegamenti.

## Storia
Il 23 febbraio 1949 si tenne a Nierstein l'assemblea costitutiva dell'Associazione biblioteche tedesche, senza la partecipazione delle biblioteche scientifiche, che si unirono a seguito dell'assemblea dei soci tenutasi ad Amburgo il 13 giugno 1973. In quell'occasione vennero modificati lo statuto e la denominazione, che si trasformò in Deutscher Bibliotheksverband e. V. per comprendere tutte le biblioteche.
Nel marzo del 1964, a Berlino, anche nella Repubblica Democratica Tedesca venne costituita un'associazione delle biblioteche. A seguito della riunificazione tedesca, il 28 febbraio 1991 a Gottinga entrambe le associazioni confluirono nella Deutscher Bibliotheksverband e. V..

## Struttura organizzativa
Ai vertici del DBV, sul piano politico, vi sono un presidente e due vice, mentre sul piano operativo è previsto un comitato direttivo composto da sette persone che si confrontano con un comitato consultivo formato da quarantadue esponenti del mondo delle biblioteche e della politica. Nove sezioni specializzate e sedici associazioni regionali rappresentano gli interessi dei rispettivi membri.

### I Presidenti
- 1961-1964 - Erik Wilkens
- 1964-1965 - Jürgen Busch
- 1965-1973 - Hansjörg Süberkrüb
- 1973-1977 - Volker Weimar
- 1977-1980 - Wilhelm Totok
- 1980-1983 - Hans-Joachim Kuhlmann
- 1983-1986 - Helmut Sontag
- 1986-1989 - Gustav Rottacker

- 1989-1992 - Jürgen Hering
- 1992-1995 - Hans Martin Sonn
- 1995-1998 - Georg Ruppelt
- 1998-2001 - Arend Flemming
- 2001-2004 - Friedrich Geißelmann
- 2004-2007 - Claudia Lux
- 2007-2010 - Gabriele Beger
- 2010-2013 - Monika Ziller[2]

## Iniziative
L'Associazione delle biblioteche tedesche assegna ogni anno due tipi di onorificenze: il "Premio Helmut Sontag" e la "Biblioteca dell'anno".

### Helmut-Sontag-Preis
Per richiamare l'attenzione dell'opinione pubblica sul ruolo delle biblioteche, nel 1987 venne istituito il Publizistenpreis der deutschen Bibliotheken ("Premio pubblicisti delle biblioteche tedesche"), denominato anche Helmut-Sontag-Preis ("Premio Helmut Sontag") dal nome del presidente dell'Associazione ideatore dell'iniziativa.
Il premio in denaro viene assegnato al giornalista o alla giornalista afferente a qualsiasi tipo di media che meglio descriva l'attività corrente delle biblioteche.

### Bibliothek des Jahres
Il premio "Biblioteca dell'anno" (Bibliothek des Jahres) viene conferito alla biblioteca che nel corso dell'anno ha dimostrato di svolgere le proprie attività in maniera esemplare, orientando procedure e servizi a standard di qualità, efficienza, efficacia che ne garantiscano la continuità, ed eccellendo nelle relazioni a livello nazionale ed internazionale.
Nel 2008 il premio venne assegnato alla Bayerische Staatsbibliothek e nel 2013 alla Biblioteca civica di Stoccarda.